# Stéphan Bignet
Stéphan Bignet (Espira, RFA, 29 de junio de 1971) es un deportista francés que compitió en triatlón. Ganó una medalla de oro en el Campeonato Europeo de Ironman 70.3 de 2007.

## Palmarés internacional
| Campeonato Europeo | Campeonato Europeo   | Campeonato Europeo | Campeonato Europeo |
| Año                | Lugar                | Medalla            | Prueba             |
| ------------------ | -------------------- | ------------------ | ------------------ |
| 2007               | Wiesbaden (Alemania) | Medalla de oro     | Individual         |